# Mel Winkler
Mel Winkler (San Luis, Misuri,  23 de octubre de 1941 - 11 de junio de 2020) fue un actor de cine y doblaje estadounidense, fue conocido por interpretar al personaje Aku Aku en la saga de videojuegos Crash Bandicoot.

## Biografía

### Primeros años
Winkler nació en San Luis, Misuri el 23 de octubre de 1941.

### Carrera
Aunque Winkler apareció principalmente en papeles menores de acción en vivo, como Melvin en Doc Hollywood, fue más conocido como la voz de la máscara guardián Aku Aku en la franquicia Crash Bandicoot, desde Crash Bandicoot 3: Warped hasta Crash Twinsanity, Lucius Fox en The New Batman Adventures y Johnny Snowman en la serie de televisión Oswald.

### Muerte
Winkler murió mientras dormía de un paro cardiorrespiratorio, el 11 de junio de 2020, a la edad de 78 años .

## Filmografía

### Cine
| Año  | Título                     | Papel                  | Notas                    |
| ---- | -------------------------- | ---------------------- | ------------------------ |
| 1972 | Across 110th Street        | Gerente del Club 7-11  |                          |
| 1973 | The Filthiest Show in Town | Hombre de Heces        | Segmentos: "Comerciales" |
| 1977 | The Day the Music Died     | J.J.                   | Película Documental      |
| 1991 | Convicts                   | Jackson Hall           |                          |
| 1991 | Doc Hollywood              | Melvin                 |                          |
| 1995 | Devil in a Blue Dress      | Joppy                  |                          |
| 1996 | City Hall                  | Detective Albert Holly |                          |
| 1997 | A Life Less Ordinary       | Frank Naville          |                          |
| 2005 | Coach Carter               | Entrenador Blanco      |                          |

### Televisión
| Año     | Título                          | Papel                                      | Notas                                               |
| ------- | ------------------------------- | ------------------------------------------ | --------------------------------------------------- |
| 1986    | As the World Turns              | Leonard Franklin                           | solo un episodio                                    |
| 1994    | Madman of the People            | Sandman                                    | Episodio: "It's a Mad, Mad, Mad, Mad Christmas"     |
| 1995    | Star Trek: Voyager              | Jack Hayes                                 | Episodio: "The 37's"                                |
| 1996    | Babylon 5                       | Reverend Will Dexter                       | Episodio: "And the Rock Cried Out, No Hiding Place" |
| 1996    | Superman: The Animated Series   | Commissioner Henderson (voice)             | Episode: "Feeding Time"                             |
| 1997–99 | The New Batman Adventures       | Lucius Fox (voz)                           | 4 episodios                                         |
| 2001    | The Invisible Man               | Walter                                     | Episodio: "Going Postal"                            |
| 2001–03 | Oswald (programa de televisión) | Johnny the Snowman (voz de Estados Unidos) | 17 episodios                                        |
| 2004    | NYPD Blue                       | Lonnie Parker                              | Episodio: "Common Knowledge"                        |
| 2007    | The Unit                        | Avery Flowers                              | Episodio: "Gone Missing"                            |

### Videojuegos
| Año  | Título                               | Papel de Voz | Notas |
| ---- | ------------------------------------ | ------------ | ----- |
| 1998 | Crash Bandicoot 3: Warped            | Aku Aku      | [ 5 ] |
| 1999 | Crash Team Racing                    | Aku Aku      | [ 5 ] |
| 2001 | Crash Bandicoot: The Wrath of Cortex | Aku Aku      | [ 5 ] |
| 2003 | Crash Nitro Kart                     | Aku Aku      | [ 5 ] |
| 2004 | Crash Twinsanity                     | Aku Aku      | [ 5 ] |

## Curiosidades
- En el videojuego Crash Bandicoot 4: It's About Time, después de completar el juego, y antes de los créditos, se ve un dibujo de Mel Winkler con Aku Aku en su mano, y un mensaje abajo del dibujo que dice: "In memory of Mel Winkler (1941 - 2020)", siendo un homenaje por parte de Toys for Bob y Activision.